# ВЕС Утгрунден
ВЕС Утгрунден (швед. Utgrunden) — шведська офшорна вітроелектростанція, введена в експлуатацію у 2000 році.
Місце для розміщення ВЕС обрали в Балтійському морі у південній частині протоки Кальмарсунд, яка відділяє від основної території Швеції острів Еланд (варто відзначити, що на рік пізніше неподалік спорудили ВЕС Yttre Stengrund). Турбіни розміщені в районі з глибинами моря від 7 до 10 метрів при цьому до материкового узбережжя відстань становить 12,5 км та до Еланду 8 км.
У 2000 році самопідіймальне судно Wind спорудило сім фундаментів монопального типу, заглиблюючи їх на 19 метрів під морське дно. Кожна паля мала діаметр 3 метри, довжину до 34 метрів та важила до 140 тон. Після цього теж судно змонтувало башти та гондоли вітрових турбін, тоді як встановлення попередньо зібраних комплектів лопатей провадили разом зі ще однією самопідіймальною платформою.  Всього на станції на баштах висотою 65 метрів змонтовано 7 вітрових турбін компанії General Electric типу 1.5s з діаметром ротора 70,5 метра та одиничною потужністю 1,5 МВт.
Враховуючи невелику потужність ВЕС та її розташування неподалік від узбережжя, видачу продукції організували на острів Еланд по кабелю, що працює під напругою 20 кВ. Він був заглиблений на 0,75 метра під морське дно, а там, де не дозволяли міцні ґрунти, просто закріплений. Проте вже за кілька років після спорудження станції виникла потреба вдосконалити цю систему. У 2004—2005 роках замінили з'єднувальні кабелі, а в 2006-му провели роботи на експортній лінії. Прибережну ділянку кабелю довжиною 2,8 км проклали у траншеї глибиною 2,5 метра, при цьому 0,8 км замінили, а на решті дистанції перемістили старий кабель. Споруджували траншеї одразу два земснаряди, один з яких провів роботи до району з глибиною моря 2,5 метра, а другий — ківшевий земснаряд Helle Saj — працював на глибинах від 2,5 до 10 метрів. Переносило наявний кабель і прокладало новий судно Honte, яке зазвичай спеціалізується на водолазних роботах і встановленні буїв, тоді як самопідіймальна платформа Explorer з'єднала кабелі.